# La Vie des animaux selon les hommes
La Vie des animaux selon les hommes est une série télévisée courte française qui fut diffusée sur France 5.
Elle a reçu le prix du meilleur programme court au Festival de la fiction TV de La Rochelle 2008.